# Apophàntica
L'Apophàntica è una raccolta di poesie di Gianluigi Marianini stampata dalla tipografia Aurora nel 1941 per conto della casa editrice Le Collane. Contiene dodici poesie di gusto decadente, assai varie nella metrica e nei contenuti.
Il termine "apophàntica" è una parola di ordine astratto che si potrebbe tradurre con "proposizione" o "dimostrazione". Si tratta di un prestito linguistico dal greco antico ἀποφαίνω (dichiaro, faccio conoscere) che oltre a costituire il titolo della raccolta di Marianini viene anche evocato nella prima poesia in essa contenuta: "A l'Apophàntica".
Nel linguaggio filosofico apofantico è sinonimo di "dichiarativo" o "assertivo".
Il decimo componimento ("Dichiarazione a Torino") è un'ode al capoluogo piemontese, città cara al poeta e in cui egli trascorse la maggior parte dei suoi giorni.

## Edizioni
- Gianluigi Marianini, L'Apophàntica, Le Collane, 1941.